# Fundacja Inicjatyw Menedżerskich
Fundacja Inicjatyw Menedżerskich (FIM) – utworzona w 2007 roku lubelska organizacja pozarządowa prowadząca działania związane z usprawnianiem instytucji trzech sektorów: publicznego, pozarządowego i komercyjnego. Prowadzi m.in. działania edukacyjne wspierające społeczeństwo obywatelskie i przedsiębiorczość. Działa w Polsce oraz w innych krajach, m.in. Mołdawii, Gruzji, Tadżykistanie czy na Ukrainie.
Fundacja należy do federacji Grupy Zagranica, współpracuje m.in. z Polsko-Ukraińską Izbą Gospodarczą.